# Orage sur la tour de contrôle
Pour les articles homonymes, voir Orage (homonymie).

Orage sur la tour de contrôle (A Wing and a Prayer) est un téléfilm américain réalisé par Paul Wendkos et diffusé en 1998.

## Synopsis
Jack Lowe, contrôleur aérien, réagit moins bien au stress de sa profession, et décide de prendre un peu de temps de détente. À son retour, son avion est pris dans une tempête qui touche aussi les moyens de l'aéroport : son savoir-faire va contribuer à sauver l'avion de la catastrophe.

## Fiche technique
- Scénario : Michael Ahnemann et Stephen Harrigan
- Durée : 93 min
- Pays :  États-Unis
- Langue : anglais
- Couleur
- Classification : UK : PG

## Distribution
- Claudia Christian : Shelley Lowe
- Jeff Yagher : Jack Lowe
- Jessica Tuck : LaVaughn
- Christopher Cousins : Evan Lansing
- Leon Russom : Vernon Spencer
- Judith Scott : Harriet
- Philip Moon : Beastmaster
- Jim Abele : Blaisdell
- Peter Spellos : Grizzly
- Shawn Pyfrom : Justin
- Cynthia Mace : Lisa Parmenter

## Récompense
- Nommé au Young Artist Awards de 1999 en vue du meilleur rôle secondaire par un jeune acteur dans un téléfilm (Best Performance in a TV Movie/Pilot/Mini-Series or Series - Supporting Young Actor) en faveur de Shawn Pyfrom